# Belgique aux Jeux olympiques de 1908

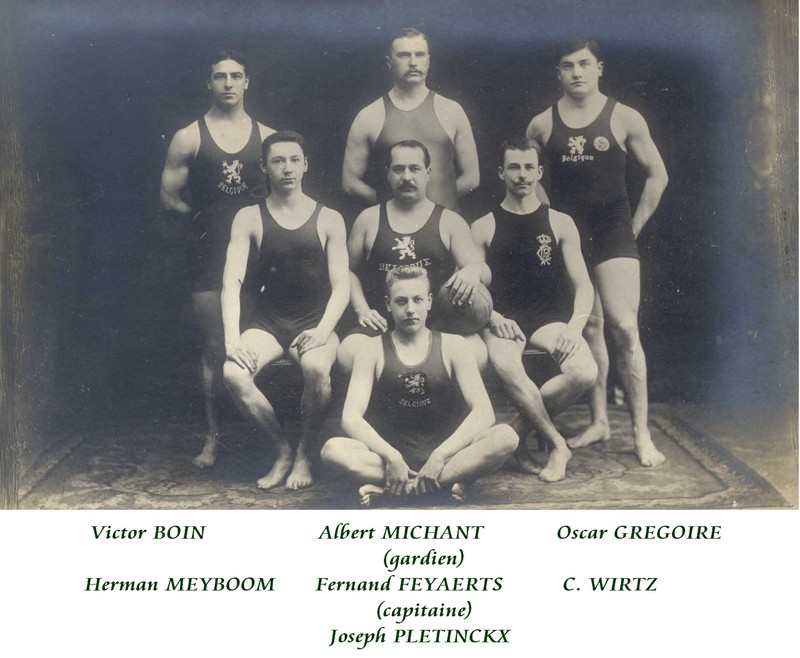
Équipe belge de water-polo

La Belgique participe aux Jeux olympiques de 1908 à Londres au Royaume-Uni. Les 88 athlètes belges y ont obtenu huit médailles : une d'or, cinq d'argent et deux de bronze.

## Médailles
| Médaille         | Discipline | Épreuve                                | Athlète | Performance | Date |
| ---------------- | ---------- | -------------------------------------- | --- | ----------- | ---- |
| Or               | Tir        | 50m pistolet 60 coups                  | Paul van Asbroeck |             |      |
| Argent           | Tir        | 50y pistolet d'ordonnance, par équipes | René Englebert, Charles Paumier du Verger, Réginald Storms, Paul van Asbroeck |             |      |
| Argent           | Tir        | 50m pistolet 60 coups                  | Réginald Storms |             |      |
| Argent           | Aviron     | huit en pointe avec barreur            | Oscar De Somville, Marcel Morimont, Georges Mys, Rémy Orban, Rodolphe Poma, Oscar Taelman, Alfred van Landeghem, Polydore Veirman, François Vergucht                              |             |      |
| Argent           | Voile      | 6 mètres JI                            | Léon Huybrechts, Louis Huybrechts, Henri Weewauters |             |      |
| Argent           | Water-polo |                                        | \| Victor Boin \| \| Herman Meyboom \| \| \| \| Herman Donners \| \| Albert Michant \| \| \| \| Fernand Feyaerts \| \| Joseph Pletinckx \| \| \| \| Oscar Grégoire \| \| \| \| \| |             |      |
| Bronze           | Cyclisme   | 20 km                                  | Joseph Werbrouck |             |      |
| Bronze           | Escrime    | Épée masculine par équipe              | Paul Anspach, Désiré Beaurain, Ferdinand Feyerick, François Rom |             |      |
| Victor Boin      |            | Herman Meyboom                         | |             |      |
| Herman Donners   |            | Albert Michant                         | |             |      |
| Fernand Feyaerts |            | Joseph Pletinckx                       | |             |      |
| Oscar Grégoire   |            |                                        | |             |      |